# دزک علیا
دزک علیا روستایی در شهرستان کوهرنگ، بخش بازفت، استان چهارمحال و بختیاری در ایران است. این روستا در فاصلهٔ صد کیلومتری از شهرکرد، مرکز استان، واقع شده‌است.